# Czachy-Kołaki
Czachy-Kołaki – wieś w Polsce położona w województwie podlaskim, w powiecie zambrowskim, w gminie Kołaki Kościelne.
Wierni kościoła rzymskokatolickiego należą do parafii Wniebowzięcia Najświętszej Maryi Panny w Kołakach Kościelnych.

## Historia
Kołaki Stare, Kołaki Nowe (obecnie Kościelne), Czachy-Kołaki i Gunie-Ostrów powstały około roku 1416 w wyniku nadania 30 włók ziemi Wojciechowi herbu Kościesza z Kołak.
Wieś szlachecka Kołaki-Czachy położona była w drugiej połowie XVI wieku w powiecie zambrowskim ziemi łomżyńskiej.
W 1827 we wsi 13 domów i 78 mieszkańców. Miejscowość opisana jako gniazdo Czachowskich. Pod koniec XIX w. wieś drobnoszlachecka i włościańska w powiecie łomżyńskim, gmina Kossaki, parafia Kołaki. Osad 10, grunty o powierzchni 89 morgów. Wzmiankowany folwark Kołaki-Czachy.
Czachy-Kołaki w 1921 roku liczyły 26 domów z przeznaczeniem mieszkalnym oraz 3 inne zamieszkałe i 212 mieszkańców (106 mężczyzn i 106 kobiet). Wszyscy zadeklarowali narodowość polską i wyznanie rzymskokatolickie.
W latach 1975–1998 miejscowość administracyjnie należała do województwa łomżyńskiego.

## Współcześnie
W roku 2007 naliczono tu 172 mieszkańców. W styczniu 2011 r. w 35 zabudowaniach mieszkało 171 osób.